# 守護心PARADOX
「守護心PARADOX」（しゅごしんパラドックス）は、美郷あきの24枚目のシングル。2012年11月21日にLantisから発売された。

## 概要
前作「愛のせいで眠れない」から約3ヶ月ぶりのリリースであり、2012年2作目のシングル。
表題曲「守護心PARADOX」は、テレビアニメ『めだかボックス アブノーマル』のエンディング主題歌に起用された。
美郷のシングル表題曲がテレビアニメの主題歌に起用されるのは20枚目のシングル「僕らの自由」から5作連続。
本作のスポットCM映像が、2012年11月11日に美郷の所属する芸能事務所であるSOLID VOXのYouTube公式チャンネルから配信された。

## 収録曲
1. 守護心PARADOX
作詞：畑亜貴 / 作曲・編曲：山元祐介
テレビアニメ『めだかボックス アブノーマル』エンディング主題歌
2. Dear my tears
作詞：木村有希 / 作曲・編曲：板垣祐介
3. 守護心PARADOX（Instrumental）
4. Dear my tears（Instrumental）